# Симона Берто
Симона Берто (фр. Simone Berteaut, 25. јул 1916 — 30. мај 1975) била је француска ауторка. Позната је по томе што је читав живот била блиска пријатељица Едит Пијаф. Позната је и под надимком Момон (фр. Momone).

## Биографија
Рођена је 25. јула 1916. године у Лиону. Кћерка је Pierre Berteaut и Carole Hansort, као део породице са деветоро деце. Проживела је тешко детињство. Када упозна Едит Пијаф, живи са мајком, која је у то време била спремачица.
Симона Берто се дефинише као полусестра и сапутница Едит Пијаф током њеног живота. Након упознавања, постају нераздвојне 30 година. Чим су се упознале, Симон и Едит Пијаф почињу да певају у дуету на улицама. Живе од новца зарађеног певањем. У то време живеле су у истој соби, укључујући и године када је са њима живела ћерка Едит Пијаф, Марсел, надимка Сесил, која је умрла у узрасту од две године од менингитиса. Овај боемски начин живота одржавали су алкохолом и дрогом до 1937. године. Године 1942. су  живеле у пансиону у улици Паул-Валери. Пансион је заправо био јавна кућа.
Симон је умрла 30. маја 1975. године од срчаног удара.

## Дела

### Књиге
Симон Берто је објавила две књиге након смрти Едит Пијаф:
- Објављена 1969. године, књига Едит Пијаф са великим ентузијазмом говори о животу Едит Пијаф.
- "Момон": Кратка прича, Роберт Лафон, Париз, 1972.

### Филм о Едит Пијаф
- филм снимљен 1974. године на основу књиге Симоне Берто: "Пијаф: рани живот".[2]